# テキサダ号事件
テキサダ号事件とは、昭和41年（1966年）11月29日に和歌山県日高郡日ノ御埼沖の紀伊水道で発生した船舶同士の衝突事故と、その刑事責任について日本の法令適用対象か否かが争点となった裁判のことを指す。

## 事故
リベリア船籍の鉄鉱石運搬船「テキサダ号」（69,166重量トン）と三光汽船所属のタンカー「銀光丸」（34,318重量トン）が衝突、銀光丸は爆発炎上した。
銀光丸の乗組員35人は海に飛び込み、付近を航行中の船に全員救助された。一方、火が燃え移ったテキサダ号は自力消火不能となり、消防艇の出動を要請しながら大阪へ向かい、岸和田沖で消火艇等により消火された。
この事故によって生じた銀光丸の火災により15名が負傷した。

## 裁判
テキサダ号の当直航海士2名が業務上過失傷害および業務上過失往来妨害罪で起訴された。
被告弁護人側は、衝突地点は日本の領海ではなく公海であるため、日本の刑法を適用して被告人を処罰することはできないと主張した。この背景には、当時日本には領海法が制定されておらず、明治3年（1870年）太政官布告以来の領海3海里を適用してきたことがある。
昭和49年（1974年）7月15日の和歌山地方裁判所判決では、衝突地点は内水として日本領に属しているため、刑法1条1項により日本の刑法が適用されると判断した。
しかし、昭和51年（1976年）11月19日の大阪高等裁判所判決では、一審判決の判断は国際慣習法となっていないとして退け、歴史的湾の法理を類推して、内海の沿岸国が長期にわたる慣習によってその水域を内水とみなしてきたうえ、他国もそれに対し公式に異議を唱えていない場合には、沿岸国はこれを自国の内水とみなすことができるとした。そして当該衝突地点の水域について、継続的歴史的な慣行（日本の政治的統制や軍事的規制の実績、国内法の適用事例）と領海範囲の非抗争制（外国との抗争がない）から、瀬戸内海は日本の歴史的水域（内水）であるとし、その範囲を和歌山県日ノ御埼と徳島県蒲生田岬を結ぶ線の北側を基線とするとし、日本の法令が適用できると判断した。また、傍論ではあるが、たとえ衝突の場所が公海上であったとしても、日本人の水先案内人の過失については日本の裁判所が裁判権を行使できるとしている。
ただしこの判決については、衝突地点に対する歴史的権原の立証が充分であったかどうかの評価の問題が残されているとの見解がある。